# Carlton (Victoria)

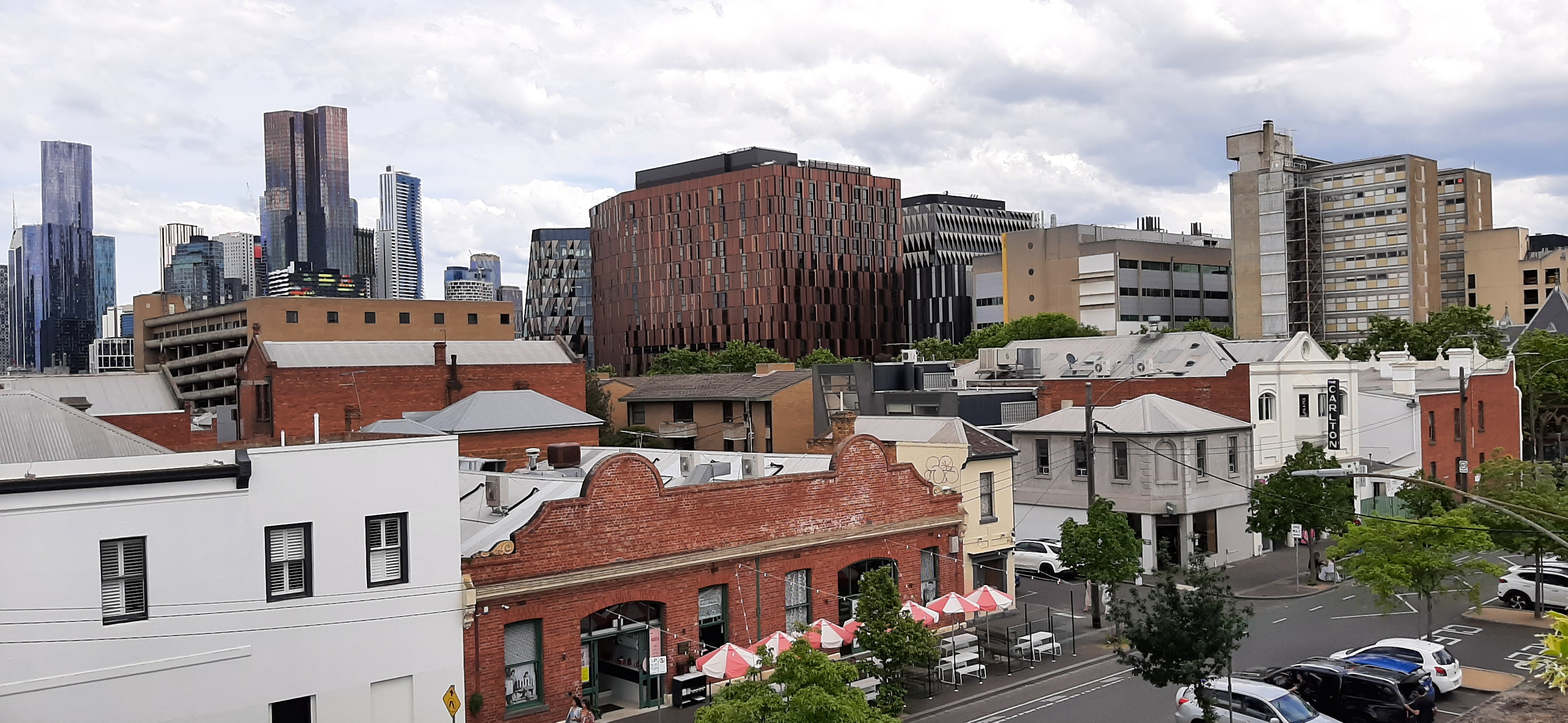
Carlton (2022)

Carlton ist ein Stadtteil im Zentrum von Melbourne. Er befindet sich ca. 2 km nördlich der Innenstadt und zählte 2006 12.050 Einwohner, womit er einer der bevölkerungsreichsten Stadtteile ist. Der Name ist wahrscheinlich vom Carlton House in London abgeleitet.
Carlton beherbergt die Carlton Gardens, eine Parkanlage mit dem Royal Exhibition Building, das den Status eines Weltkulturerbes besitzt. Insbesondere die Lygon Street ist für ihre italienischen Restaurants und Cafés bekannt und wird auch als „Little Italy“ von Melbourne bezeichnet.
Aufgrund der Nähe zu zwei der größten Universitäten von Melbourne, der University of Melbourne und dem RMIT, leben auch viele Studenten in Carlton.

## Persönlichkeiten
- Harold Edward Elliott (1878–1931), General, Anwalt und Politiker
- Esther Paterson (1892–1971), Malerin und Illustratorin
- Bernard Rubin (1896–1936), Autorennfahrer
- Lidia Thorpe (* 1973), Politikerin
- David Crawshay (* 1979), Ruderer
- Mahesh Jadu (* 1982), Schauspieler
- Morgan Mitchell (* 1994), Sprinterin
- Trent O’Dea (* 1994), Volleyballspieler
- Ria Thompson (* 1997), Ruderin
- Nicholas Lavery (* 1998), Ruderer